# Liste des volcans d'Antarctique
Ce qui suit est une liste de volcans actifs, endormis et éteints de l'Antarctique.

## Liste

### Continentaux
| Nom                 | Altitude (m) | Localisation          | Dernière éruption    |
| ------------------- | ------------ | --------------------- | -------------------- |
| Mont Abbott         | 1 020        | 74° 42′ S, 163° 48′ E |                      |
| Mont Andrus         | 2 978        | 75° 48′ S, 132° 18′ O | Holocène             |
| Île Bridgeman       | 240          | 62° 03′ S, 56° 45′ O  |                      |
| Mont Berlin         | 3 478        | 76° 03′ S, 136° 00′ O |                      |
| Mont Cumming        | 3 478        | 76° 14′ S, 125° 17′ O |                      |
| Île de la Déception | 576          | 62° 58′ S, 60° 39′ O  | 1987                 |
| Mont Discovery      | 2 681        | 78° 18′ S, 165° 00′ E | 1,8 million d'années |
| Mont Erebus         | 3 794        | 77° 32′ S, 167° 17′ E | 2006                 |
| Mont Frakes         | 3 654        | 76° 48′ S, 117° 42′ O |                      |
| Gaussberg           | 370          | 66° 48′ S, 89° 11′ E  |                      |
| Mont Hampton        | 3 323        | 76° 30′ S, 126° 00′ O |                      |
| Mont Hartigan       | 2 815        | 76° 29′ S, 126° 01′ O |                      |
| Chaîne Hudson       | 749          | 74° 20′ S, 99° 25′ O  |                      |
| Mont Melbourne      | 2 732        | 74° 24′ S, 164° 42′ E | 1750 ± 100 ans       |
| Mont Morning        | 2 723        | 78° 30′ S, 163° 30′ E |                      |
| Mont Moulton        | 3 078        | 76° 06′ S, 135° 00′ O |                      |
| Mont Murphy         | 2 703        | 75° 18′ S, 110° 42′ O | Fin de l'Holocène    |
| Île Paulet          | 353          | 63° 35′ S, 55° 46′ O  | Holocène             |
| Île Penguin         | 180          | 62° 06′ S, 57° 56′ O  | 1905 (?)             |
| Île Pierre Ier      | 1 640        | 68° 51′ S, 90° 35′ O  | Holocène             |
| Les Pléiades        | 3 040        | 72° 40′ S, 165° 30′ E | - 1050 ± 1000 ans    |
| Mont Overlord       | 3 396        | 73° 12′ S, 164° 36′ E |                      |
| Mont Sidley         | 4 181        | 77° 06′ S, 126° 06′ O |                      |
| Mont Siple          | 3 110        | 73° 39′ S, 125° 00′ O | Holocène             |
| Mont Steere         | 3 558        | 76° 42′ S, 117° 48′ O |                      |
| Mont Takahé         | 3 460        | 76° 18′ S, 112° 06′ O |                      |
| Mont Terror         | 3 230        | 77° 31′ S, 168° 32′ O |                      |
| Toney Mountain      | 3 595        | 75° 48′ S, 115° 48′ O | Holocène             |
| Mont Waesche        | 3 292        | 77° 12′ S, 126° 54′ O | Holocène             |

### Îles Balleny
| Nom        | Altitude | Localisation          | Dernière éruption |
| ---------- | -------- | --------------------- | ----------------- |
| Île Buckle | 1 239    | 66° 48′ S, 163° 15′ E | 1899              |
| Île Sturge | 1 524    | 67° 24′ S, 164° 50′ E | Juin 2001         |
| Île Young  | 1 340    | 66° 25′ S, 162° 27′ E | Inconnue          |

### Îles Sandwich du Sud
Les îles Sandwich du Sud sont un arc insulaire de 11 petites îles volcaniques.
| Nom            | Île                | Altitude | Localisation         | Dernière éruption |
| -------------- | ------------------ | -------- | -------------------- | ----------------- |
| Mont Belinda   | Île Montagu        | 1 370    | 58° 25′ S, 26° 20′ O | 2005              |
| Mont Harmer    | Île Cook           | 1 115    | 59° 26′ S, 27° 09′ O |                   |
| Mont Darnley   | Île Bristol        | 1 100    | 59° 03′ S, 26° 30′ O |                   |
| Mont Michael   | Île Saunders       | 990      | 57° 48′ S, 26° 28′ O |                   |
| Mont Hodson    | Île Visokoi        | 915      | 56° 42′ S, 27° 13′ O |                   |
| Mont Larsen    | Île Thule          | 710      | 59° 27′ S, 27° 18′ O |                   |
| Mont Andromeda | Île Candlemas      | 550      | 57° 05′ S, 26° 39′ O |                   |
| Mont Curry     | Île Zavodovski     | 550      | 56° 18′ S, 27° 34′ O |                   |
| Pic Quadrant   | Île Vindication    | 430      | 57° 06′ S, 26° 47′ O |                   |
| Pic Basilisk   | Île Bellingshausen | 255      | 59° 25′ S, 27° 05′ O |                   |
| Rudder Point   | Île Leskov         | 190      | 56° 40′ S, 28° 08′ O |                   |

### Terres australes et antarctiques françaises
| Nom                        | Altitude | Localisation                 | Dernière éruption       |
| -------------------------- | -------- | ---------------------------- | ----------------------- |
| Île Amsterdam              |          | 37° 49′ 33″ S, 77° 33′ 17″ E |                         |
| Île Saint-Paul             |          | 38° 43′ S, 77° 31′ E         | 1792                    |
| Île aux Cochons            | 770      | 46° 06′ S, 50° 14′ E         |                         |
| Île de l'Est               | 1 050    | 46° 26′ S, 52° 18′ E         |                         |
| Île de la Possession       | 934      | 46° 24′ S, 51° 46′ E         |                         |
| Mont Ross (îles Kerguelen) | 1 850    | 49° 18′ S, 69° 02′ E         | Date inconnue (endormi) |